# Protea magnifica
Protea magnifica es una especie de arbusto perteneciente a la familia Proteaceae.  Es originaria de Sudáfrica.

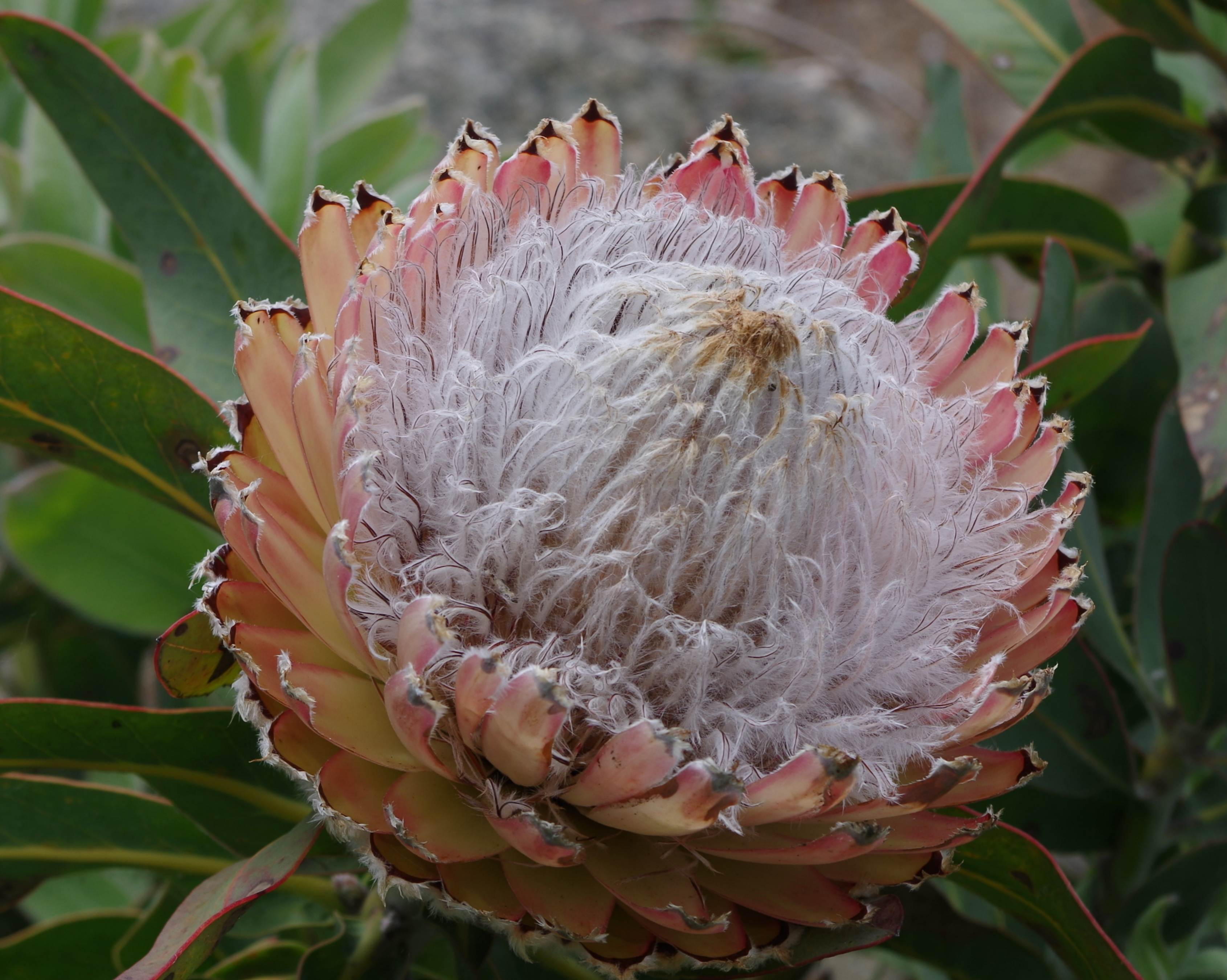
Flor

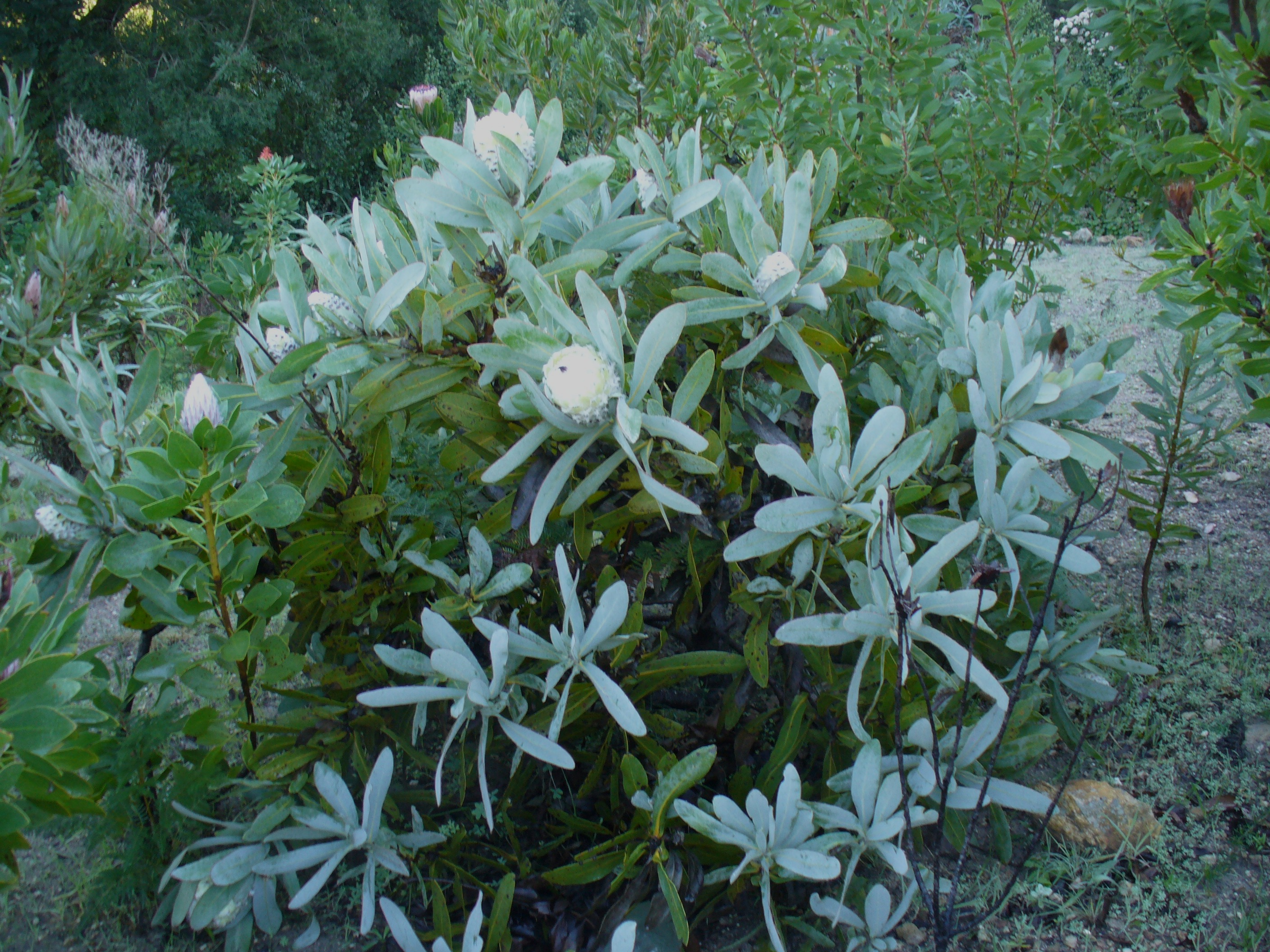
Arbusto

## Descripción
Es un arbusto perennifolio enano que alcanza un tamaño de 0.5 - 3 m de altura. Se encuentra a una altitud de 600 - 2700 metros en Sudáfrica.

## Taxonomía
Protea magnifica fue descrito por Heinrich Friedrich Link y publicado en Bot. Repos. t. 438.
Etimología
Protea: nombre genérico que fue creado en 1735 por Carlos Linneo en honor al dios de la mitología griega Proteo que podía cambiar de forma a voluntad, dado que las proteas tienen muchas formas diferentes. 
magnifica: epíteto latíno que significa "magnífica".
Sinonimia
- Protea barbigera Meisn.	[4]